# Cyclone3
Cyclone3 ist ein freies, modulares Content-Management-Framework und eine Content-Management-System-Engine. Es ist das erste freie CMS, das das Mozilla Application Framework verwendet, zur Administration bietet es ein XUL-Frontend. Cyclone3 ist unter der GNU General Public License lizenziert.
Es wird derzeit vom slowakischen Eishockeyverband und dem OpenDocument Fellowship's OpenDocument Validation Service verwendet.

## Cyclone3 XULadmin
Cyclone3 XULadmin ist eine grafische Benutzeroberfläche für das Cyclone3-Framework. Mit Hilfe von XULadmin können auch Normalbenutzer wie Redakteure, Editoren einfach den Inhalt einer Webseite verwalten. XULadmin ist ein komplexes Werkzeug zum Erstellen und Verwalten von Artikeln, Bildern, Dateien, Besuchern, Sitemaps, Statistiken, Workgroups und vielem mehr.
Der Cyclone3 XULadmin arbeitet als eine Erweiterung für den Webbrowser Mozilla Firefox. Er verwendet Technologien wie XML User Interface Language (XUL, Beschreibungssprache für grafische Benutzeroberflächen) für das Frontend und Ajax (Asynchronous JavaScript and XML) für die Kommunikation mit dem serverseitigen Backend. Das XULadmin-Frontend wurde ursprünglich von Peter Nemsak und Michal Ondrovic entwickelt.

## Geschichte
Cyclone3 wurde in den Jahren 2000/2001 ursprünglich von Roman Fordinal als kommerzielles Content-Management-System entwickelt. Zu dieser Zeit wurde Cyclone3 zum Beispiel von TV Markíza über einen Zeitraum von drei Jahren eingesetzt.
Während dieser Jahre wurden viele neue Merkmale zum System hinzugefügt, was schließlich zur Entwicklung eines Anwendungs-Frameworks führte. Alle Cyclone3-Anwendungen basieren auf offenen Standards und Technologien wie XUL, DocBook, XML-RPC, SOAP und OpenDocument.

## Technologien
Cyclone3 wird unter der Verwendung von Perl, C / C++, Java, XUL und JavaScript entwickelt, wodurch es möglich wird, mit Cyclone3 robuste, gut integrierte und spezialisierte Anwendungen zu erstellen.

## Haupteigenschaften
- Volle Unicode-Unterstützung.
- Unterstützung für die Bearbeitung von OpenDocument- und DocBook-Inhalten.
- Statistik-Subsystem generiert SVG-Graphen.
- Leistungsstarke Ausführung (Perl, FastCGI, memcached)
- Verwendung verschiedenen Datenbank-Backends möglich (MySQL, Oracle, PostgreSQL, ODBC, SQLite, ...).
- Internationalisierung (mehrsprachig, Staaten, Namen, Daten, Nummern)
- Multi-template publisher (skinnable designs)
- Multi-content-type (document-type) publisher.
- Multi-engine framework (export, publisher, admin, job scheduller, ...)
- Kaskadierende Architektur (domain service, sub domain, sub sub domain, ...)
- Eine Installation kann so viele Dienste bereitstellen, wie benötigt werden.
- Suchmaschinenoptimierte Veröffentlichung(volle Unterstützung für URL-Weiterleitungen zu neuen Inhalten)
- Modulares Design, d. h. Logik und Inhalt sind vollständig vom Design getrennt.
- Integrierte Fehlerkontrolle – automatische Fehlerberichte, Logdateien, debugging, profiling,.
- Entwickelt für hohe Verfügbarkeit und Unterstützung von mehreren Domains oder Servern für eine Domain